# Fritz Grunert
Fritz Grunert (* 31. Oktober 1930 in Altenfeld; † 10. Oktober 2001) war ein deutscher Politiker (SPD). Von 1990 bis 1999 war er Mitglied des Brandenburgischen Landtags.

## Leben
Grunert war gelernter Forstfacharbeiter. Von 1951 bis 1955 studierte er Forstwirtschaft an der Humboldt-Universität zu Berlin. Anschließend war er als Revierförster, Forsteinrichter und bis 1990 als Forstwissenschaftler an der Forschungsanstalt für Forst- und Holzwirtschaft Eberswalde tätig. Er war Vorsitzender des Landesverbandes der Schutzgemeinschaft Deutscher Wald Brandenburg e.V und ab 1998 dessen Ehrenvorsitzender. Grunert war verheiratet und Vater zweier Kinder.

## Politik
Grunert war Mitglied der SPD. 1990 und 1994 zog er als Direktkandidat in den Brandenburgischen Landtag ein. Dort war er Mitglied verschiedener Ausschüsse, unter anderem Mitglied des Ausschusses für Ernährung, Landwirtschaft und Forsten und des Ausschusses für Umwelt, Naturschutz und Raumordnung (ab 1994). Zudem war er von 1994 Alterspräsident des Landtages. Von 1990 bis 1993 war er außerdem Mitglied des Kreistages von Eberswalde.